# 加蒂奈地区迈松塞勒
加蒂奈地区迈松塞勒（法語：Maisoncelles-en-Gâtinais，法語發音：[mɛzɔ̃sɛl ɑ̃ ɡatinɛ] ⓘ）是法国法蘭西島大區塞纳-马恩省的一个市镇，属于枫丹白露区。

## 地理
加蒂奈地区迈松塞勒（48°11'15"N, 2°37'34"E）面积8.58 平方千米，位于法国法蘭西島大區塞纳-马恩省，该省份为法国北部内陆省份，北起瓦兹省，西接埃松省、马恩河谷省、塞纳-圣但尼省和瓦兹河谷省，南至卢瓦雷省，东南接约讷省，东临马恩省和奥布省，东北接埃纳省。
与加蒂奈地区迈松塞勒接壤的市镇（或旧市镇、城区）包括：欧费维尔、布格利尼、舍努、蒙德勒维尔。

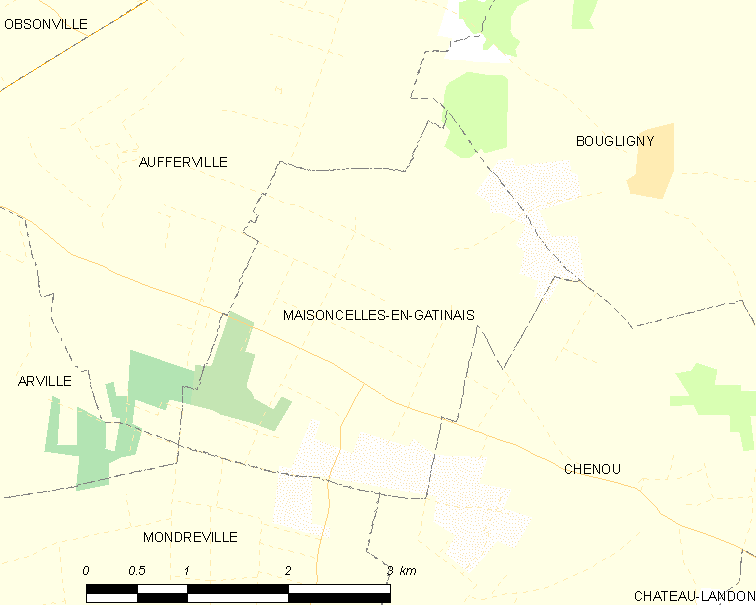
加蒂奈地区迈松塞勒的OSM定位图

加蒂奈地区迈松塞勒的时区为UTC+01:00、UTC+02:00（夏令时）。

## 行政
加蒂奈地区迈松塞勒的邮政编码为77570，INSEE市镇编码为77271。

## 政治
加蒂奈地区迈松塞勒所属的省级选区为讷穆尔县。

## 人口

1962-2008年间加蒂奈地区迈松塞勒人口变化图示

加蒂奈地区迈松塞勒于2022年1月1日时的人口数量为139人。